# Płoszczynka
Płoszczynka (niem. Neu Flachenseiffen) – część wsi Płoszczyna w Polsce, położona w województwie dolnośląskim, w powiecie karkonoskim, w gminie Jeżów Sudecki.
W latach 1975–1998 Płoszczynka należała do województwa jeleniogórskiego.
Nadzwyczaj malownicza, usytuowana poniżej przełęczy pod górą Wapienną. Widok na górę Stromiec (551 m n.p.m.). Od 1906 roku znajdowała się tam drewniana wieża widokowa. Zniszczona po 1930 roku. 
We wsi znajduje się 14 domów.
Doskonałe miejsce na spacery, nieopodal ruiny wapienników, widok na Karkonosze, łatwy spacer do Pilchowic lub na Zamek Wleński (Gródek Wleński). Do Jeleniej Góry 5 km w dół.